# Ръжана
Ръжана е село в Западна България.
То се намира в Община Ихтиман, Софийска област.

## География
Село Ръжана се намира в планински район. Разположена е на едно южно отклонение от около 3 км от пътя Вакарел- до половината асфалтирано.

## Други
На Ръжана е наречена улица в кварталите „Надежда I“ и  „Надежда III“ в София (Карта).